# Scopula subdecorata
Scopula subdecorata är en fjärilsart som beskrevs av W. Warren 1896. Scopula subdecorata ingår i släktet Scopula och familjen mätare. Inga underarter finns listade.